# Michel Bertrand (peintre)
Pour les articles homonymes, voir Michel Bertrand et Bertrand.
 (octobre 2013).
Si vous disposez d'ouvrages ou d'articles de référence ou si vous connaissez des sites web de qualité traitant du thème abordé ici, merci de compléter l'article en donnant les références utiles à sa vérifiabilité et en les liant à la section « Notes et références ».
Michel Bertrand, né le 1er août 1935 à Montpellier et mort le 17 mars 2009 à Perpignan, est un peintre et sculpteur français.

## Biographie
Michel Bertrand a vécu à Montpellier, Perpignan et Rivesaltes (depuis 1989) où il a travaillé et résidé. Il est élève à l'école des Beaux-Arts de Montpellier et de Paris (de 1954 à 1960). C'est à Montpellier qu'il rencontre Jean-Pierre Suc (1927-1960) peintre, poète et chanteur (ami de Georges Brassens). Suc fera les beaux-jours du cabaret parisien Le Cheval d'Or, une scène où se succèderont des artistes comme Henri Serre (rôle de Jim dans le film : Jules et Jim), Boby Lapointe, Pierre Étaix, Christian Marin, Raymond Devos, etc. Fréquentant ce lieu mythique, Michel Bertrand a fait en 1958 un portrait réaliste de son ami Suc. Puis, intégré à la classe de Raymond Legueult, Bertrand reçoit l'enseignement d'artistes qui comptent comme Jean Aujame, Roger Marx, Michel Rodde, Gustave Singier, Jean Souverbie, etc. Il s'affronte aux Maîtres dès les années 1960-64, copiant Ucello, Delacroix et Bazille. Sa peinture reste cependant libre dans une touche puissante d'un grand classicisme humaniste et novateur. Il peint le Picador, comme l'aboutissement de son travail de fin d'étude aux Beaux-Arts, consacré au « Taureau dans les fêtes Languedociennes » suite d’illustrations commentées, diplôme passé le 1er décembre 1958, agréé le 25 janvier 1959. Il est alors finaliste (logiste) du Prix de Rome qui couronne ses études à l’École des Beaux-Arts de Paris. Mais conscient d'être « issu d'une facture École de Paris », il oriente son travail vers le graffiti à partir de 1962, incluant « croûte et sable » (par exemple « sans titre », signés et datés en 1970). Il enseigne à son tour dès 1968 à l'école des Beaux-Arts de Perpignan.
C'est vraisemblablement durant ces années qu'il agrémentera notamment deux livres d'Antoine Saint Marc, La Dame de Plaisance et les Veilleurs, par des aquarelles certifiées par l'éditeur Marcel Castel (Presse de l'Atelier du Maître Artisan du Livre Jack Oriac, édition originale éditée par le Club des Cinquante).
Les premiers « bitumes » ou « goudrons » apparaissent vers 1970, son travail figuratif sera alors remis en cause par lui-même. Cette période lui permettra la transition entre une peinture « classique » et ses nouvelles aspirations jalonnées de graffitis, goudrons, stûpas et reliquaires. La Presse saluera ses nouveaux travaux (goudrons), bien que la critique soit unanime pour saluer son œuvre peinte telle L'Indépendant du 26 avril 1976 qui titrait à son sujet : « un regard neuf sur la représentation ». Il aborde le travail du papier mâché à cette époque, écrivant dans les notes relues par Bernard Gouttenoire, son biographe, « le contact, le touché, le plaisir accompagnent les techniques qui exultent ces matériaux ». Il va alors côtoyer (vers 1971-72) Christian Boltanski, ainsi que les membres de Support-Surface, et avec eux, lors d'expositions dans la région de Nice où le groupe s'est fait remarquer. Son nom est associé à ceux de Claude Viallat, avec lequel il tisse une véritable amitié, mais aussi avec ceux de Benjamin Vautier (Ben) ou de Vincent Bioulès (exposition de groupe à Perpignan, 1972). En 1979, il participe à une exposition thématique collective « le tondo de Monet à nos jours » exposant de polyptyques (bitume et pâte à papier) au Mirail (université de Toulouse, en 1979). Une importante acquisition de six œuvres grand format (de la série « chantier interdit » et « les grands journaux ») est décidée par le Musée National d'Art Moderne, Centre Georges Pompidou (Paris) 1981, positionnant « parmi ses contemporains » le nom de l'artiste. 
À Villeneuve-lès-Avignon, la présence au vernissage du Ministre de la Culture d’alors, Jack Lang, est remarquée, lors de l’exposition « Présence des formes », 1984. Le 17 novembre 1986, Maître Pierre Cornette de Saint-Cyr (commissaire-priseur à Paris) entreprend la vente aux enchères publiques, une rare « robe » (dite « de l’Infante ») en papier mâché avec son présentoir (85 × 90 cm).
Dans L'Indépendant du 8 février 1988, Catherine Millet (rédactrice d’Art Press), faisant un inventaire des artistes contemporains majeurs de la région, cite Michel Bertrand aux côtés de Vincent Bioulès et de Gérard Garouste.
Mais loin de stagner dans des cloisonnements qui risquent de l'enfermer, « Michel Bertrand est de ceux qui cherchent sans cesse des voies plus essentielles, bousculant ses propres références » selon les propos de Bernard Gouttenoire. Ainsi va-t-il travailler sur des supports diamétralement opposés et différents, inventant les « Stūpas » et les « reliquaires », dans l'esprit des rites funéraires tribaux. Il dit alors, dans une série de textes intitulés « le goût et le faire » et non datés en ses carnets personnels, parlant de la globalité de ces recherches récentes ce mot révélateur « enfin, aussi proche du grenier que de la crypte » justifiant ainsi ses choix qui ont amené son œuvre de la figuration narrative (avant 1975) à une sacralisation des matières, vécue « selon son sentiment » comme une véritable sanctification de l’humain.
Après sa mort, l'association des Amis de Michel Bertrand est créée en 2013 pour valoriser l'œuvre et saluer sa mémoire.

## Publications
Ouvrages
- 1973 : Propos d'une pratique (texte de Michel Bertrand) ;
- 1974 : Peinture et espace contenant (texte de Michel Bertrand) ;
- 1976 : Hors texte, grand format, éd.Generation Plus, 30 ex. signés et numérotés ;
- 1977 : Papiers illustrations textuelles (texte de J.-L. Roure), 10 ex. signés et numérotés ;
- 1978 : Cinq cahiers de papier, 4 ex. signés et numérotés ;
- 1979 : Mole, texte de Robert Allen, collectif génération, 12 ex. sur feutre goudronné ;
- 1979 : Pintura de uéi en occitània, René Pons, Université occitane d'été ;
- 1983 : Goudrons et papiers, Perpignan, Musée Puig, 1983[3] ;
- 2015 : Michel Bertrand : Le geste, le dessin, l'écriture. Éditions Montchalin, (texte de Bernard Gouttenoire. Préface Claude Viallat).

Articles et contributions
- 1972 : L'Art vivant no 33 ;
- 1972 : Opus international no 38 ;
- 1974 : L'art vivant no 51 ;
- 1974 : Opus international no 51 ;
- 1975 : Opus international no 55 ;
- 1975 : Art et Communication marginale d'Hervé Fischer, éditions Balland ;
- 1976 : Bulletin ADDA ;
- 1979 : Articules éd.G.R.A.T. 4e trimestre ;
- 1979 : Les Nouvelles littéraires no 3 (mai) ;
- 1986 : Catalogue exposition du Château de Jau, textes de S. Fauchier et M. Fourquet (L'Œil et demi).

## Expositions personnelles
- 1958 : Galerie Mirage, Montpellier ;
- 1961 : Galerie Jadoul, Montpellier ;
- 1963 : Galerie Fontgrande, Carcassonne ;
- 1965 : Galerie de Poche, Nîmes ;
- 1967 : Galerie Jadoul, Montpellier ;
- 1968 : Galerie du Dauphin, Sète ;
- 1969 : Galerie Simone Boudet, Toulouse ;
- 1969 : Centre Léonard de Vinci, Toulouse ;
- 1970 : Galerie La Discothèque, Montpellier ;
- 1974 : Centre culturel, Aix en Provence ;
- 1975 : Galerie Éric Fabre, Paris ;
- 1976 : Atelier A16, Perpignan ;
- 1976 : ADDA, Marseille ;
- 1981 : Paperolles, Angoulème ;
- 1983 : CDACC, Musée du Puig, Perpignan ;
- 1995 : Galerie les grands bains douches, Marseille ;
- 1996 : IUFM, Perpignan ;
- 1999 : Espace Bonnefoy Toulouse (avec Joële Schlumberger) ;
- 2001 : Quatre saisons de l'Art ;
- 2002 : Totems in Kijkhuis labo art à Oudenaarde (Belgique).

## Collections publiques
- 1981 : acquisition de six œuvres grand format (4 de la série « chantier interdit » et 2 de la série « les grands journaux ») par le Musée National d'Art Moderne, Centre Georges Pompidou (Paris) ;
- Musée Paul Valéry à Sète ;
- Musée d'art moderne de Céret[4] ;
- Centre Art Contemporain Beaulieu Rouergue ;
- Musée d'art moderne de Saint-Étienne.